# Chiesa del Sacro Cuore di Gesù (Trento, Sopramonte)

La chiesa del Sacro Cuore di Gesù è la parrocchiale di Sopramonte, frazione di Trento in Trentino. La nuova chiesa venne eretta nel XIX secolo.

## Storia

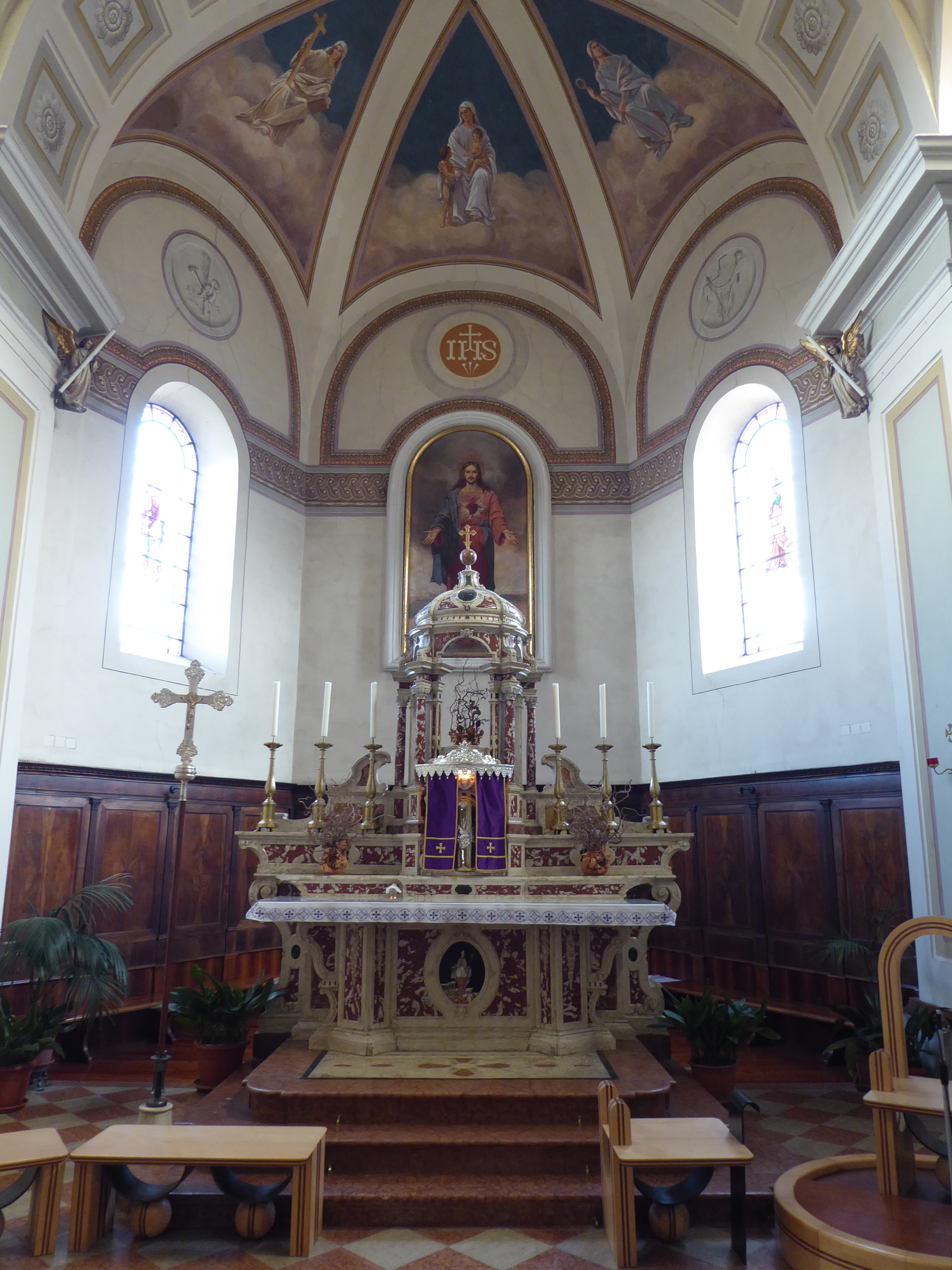
Il presbiterio

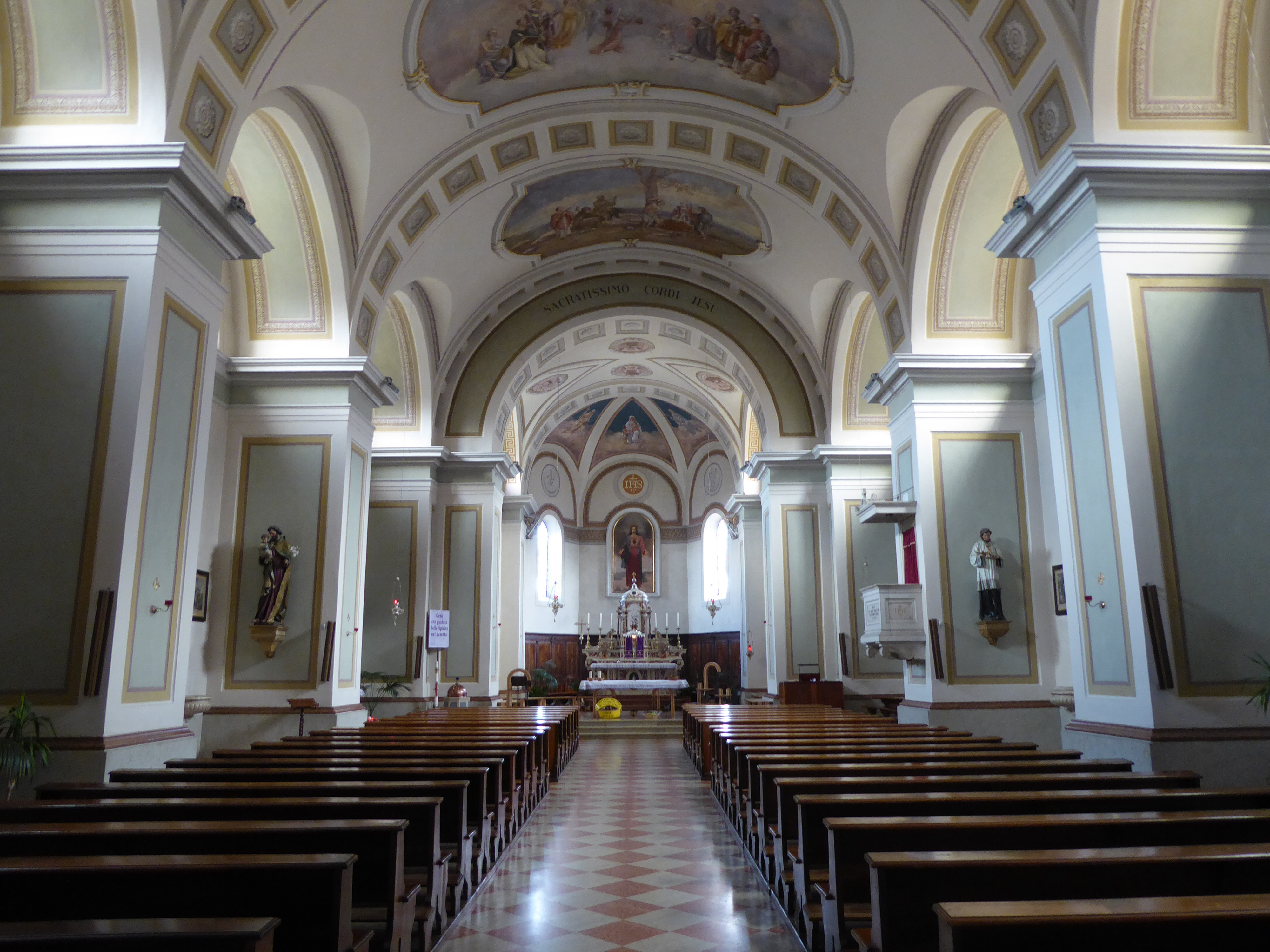
L'interno

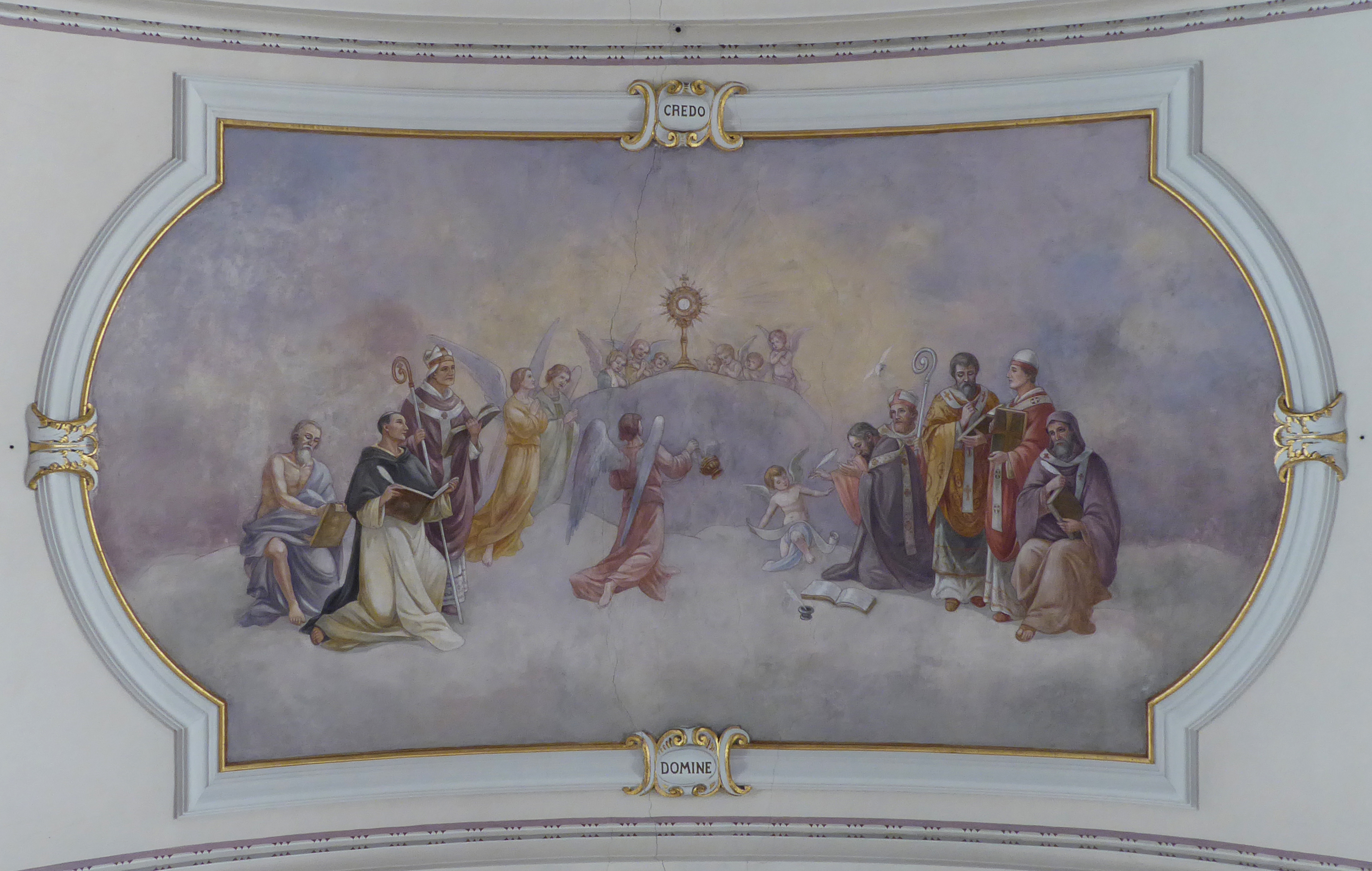
Un affresco della volta

Una precedente chiesa a Sopramonte venne citata documentalmente nel 1365. Il sito sul quale si trovava era di poco lontano da quello dove sorge la chiesa moderna, ed era dedicata a San Valentino. Di questo primo edificio è andato tutto perduto tranne la torre campanaria, ancora esistente.
La chiesa di San Valentino divenne curazia nel 1672, sussidiaria della pieve di Baselga del Bondone, la chiesa di Santa Maria Assunta.
La nuova chiesa, con dedicazione al Sacro Cuore di Gesù venne eretta a partire dal 1842, su progetto di Leopoldo Claricini, e venne ultimata nel 1845. Nello stesso anno Giovanni Nepomuceno de Tschiderer, vescovo di Trento, la consacrò con cerimonia solenne.
Ottenne dignità parrocchiale nel 1854 e quattro anni dopo la facciata venne modificata con la rimozione del precedente timpano e la costruzione di un frontone neoclassico. In quel periodo venne ricostruita anche la chiesa di San Nicolò a Centa e il Sacro Cuore di Gesù venne presa a modello per la sua progettazione.
Nell'ultimo decennio del XIX secolo la copertura del tetto venne rifatta con porfido, vennero create due nuove finestre nella zona absidale e gli interni vennero ritinteggiati con perdita di dipinti che prima erano presenti sulle volte.
Nel primo dopoguerra del XX secolo venne restaurata e s'intervenne sui cornicioni marcapiano e sui dipinti murali, inoltre vennero sistemate nuove vetrate. Nel 1914 vi fu celebrato il primo matrimonio di Benito Mussolini con Ida Dalser, in seguito conclusosi meno di un anno dopo.
Negli anni sessanta e settanta fu oggetto di vari interventi. Furono ritinteggiati interni ed esterni, vennero ridimensionati gli accessi sui fianchi, si realizzò l'aggiornamento liturgico e dei vari impianti inoltre, sul tetto, venne eliminato il porfido sostituito da tegole in cemento di colore nero. Fu rifatta anche la pavimentazione della sala.
Gli ultimi restauri conservativi si sono avuti tra il 2009 ed il 2012, quando si è provveduto a consolidarne le strutture dal punto di vista statico e si sono fatti alcuni interventi di manutenzione.